# جيوفري ليمبيت
جيوفري ليمبيت (22 سبتمبر 1988 في فرنسا - ) (بالفرنسية: Geoffrey Lembet)‏ هو لاعب كرة قدم فرنسي في مركز حراسة المرمى. شارك مع منتخب جمهورية أفريقيا الوسطى لكرة القدم. أما مع النوادي، فقد لعب مع نادي أوكسير ونادي سيدان وES Viry-Châtillon ‏.

## وصلات خارجية
- جيوفري ليمبيت على موقع الاتحاد الأوربي (الإنجليزية)
- جيوفري ليمبيت على موقع قاعدة بيانات كرة القدم.إي يو (الإنجليزية)
- جيوفري ليمبيت على موقع ليكيب (الفرنسية)
- جيوفري ليمبيت على موقع ناشيونال فوتبول تيمز (الإنجليزية)
- جيوفري ليمبيت على موقع Soccerway.com (الإنجليزية)
- جيوفري ليمبيت على موقع عالم كرة القدم.نت (الإنجليزية)
- جيوفري ليمبيت على موقع GSA (الإنجليزية)